# All the Things She Said
All the Things She Said – pierwszy z singli duetu t.A.T.u. promujących album 200 km/h in the Wrong Lane. Jest anglojęzyczną wersją singla „Ja soszła s uma”. Po raz pierwszy został wydany 10 września 2002 roku w Stanach Zjednoczonych nakładem Interscope Records. Łącznie, na całym świecie w latach 2002-2003 singel ukazał się w czterdziestu dziewięciu wersjach, głównie na CD, ponadto w Europie pojawiło się wydanie na kasecie, zaś w Stanach Zjednoczonych, Rosji, Wielkiej Brytanii, Francji i Włoszech do sprzedaży trafiła także wersja na płycie winylowej. Singel doczekał się również wydania wideo – było ono dostępne w Stanach Zjednoczonych (na DVD-Video) oraz we Francji i Hiszpanii (na VHS).

## Teledysk
Teledysk do utworu „All the Things She Said” miał premierę 18 sierpnia 2002 roku w Stanach Zjednoczonych i jest wierną kopią materiału jaki stworzono do piosenki „Ja soszła s uma” – partie śpiewane zostały zsynchronizowane tak, żeby ruch ust zgadzał się z tekstem po angielsku.

## Odbiór
W Wielkiej Brytanii singel przez cztery tygodnie znajdował się na 1. miejscu listy najpopularniejszych singli, na którą trafił jeszcze przed rozpoczęciem jego oficjalnej sprzedaży w tym kraju (importowano go z innych państw). Za jego sprawą t.A.T.u. stał się pierwszym wykonawcą pochodzącym z Rosji, który trafił na najwyższe miejsce tej listy. Na świecie sprzedano około 6 milionów egzemplarzy singla. Zdobył on status złotej i platynowej płyty w wielu państwach oraz zajął 452. miejsce na liście najlepszych piosenek wszech czasów według amerykańskiego czasopisma „Blender”.
„All the Things She Said” został jednym z najpopularniejszych europejskich singli 2003 roku na świecie – w podsumowaniu rocznym amerykańskiego czasopisma „Billboard” wyżej od niego znalazły się tylko dwa utwory: „Lose Yourself” Eminema i „Where Is the Love?” zespołu The Black Eyed Peas.

## Lista utworów
Poniżej zostały przedstawione wybrane wersje singla. Opracowano na podstawie materiału źródłowego.
| Singel CD (10 września 2002) 1. „All the Things She Said” (Radio Version) (3:30) 2. „All the Things She Said” (Dave Aude Extension 119 Club Edit) (5:16) 3. Video 1. – „All The Things She Said” 4. Video 2. – Behind The Scenes With Julia & Lena Singel CD (10 września 2002) 1. „All the Things She Said” (Radio Version) (3:32) 2. „All the Things She Said” (Mark!'s Intellectual Vocal Mix) (9:41) 3. „All the Things She Said” (Extension 119 Club Edit) (5:17) 4. „All the Things She Said” (HarDrum Remix) (4:08) Singel 4xFile (10 września 2002) 1. „All the Things She Said” (Radio) (3:28) 2. „Stars” (4:06) 3. „All the Things She Said” (Extension 119 Club Vocal) (8:15) 4. „Ja soszła s uma” ( 3:33) | Singel CD (27 stycznia 2003) 1. „All the Things She Said” (Radio Version) (3:31) 2. „Stars” (4:06) 3. „All the Things She Said” (Extension 119 Club Vocal Mix) (8:18) 4. „Ja soszła s uma” (Russian Version Of „All the Things She Said”) (3:32) Maxi singel CD (27 stycznia 2003) 1. „All the Things She Said” (Radio Version) (3:30) 2. „All the Things She Said” (Extension 119 Club Edit) (5:16) 3. „Stars” (4:06) 4. Video – „All the Things She Said” Singel promo CD (2003) 1. „All the Things She Said” (Radio Version) (3:30) 2. „All the Things She Said” (Extension 119 Club Vocal) (8:17) 3. „All the Things She Said” (Mark!s Intellectual Vocal) (9:43) 4. „All the Things She Said” (Blackpulke Mix) (4:15) 5. „All the Things She Said” (Instrumental Version) (3:35) |

## Lista remiksów
| Remiksy utworu |
| --- |
| - „All the Things She Said” (Dave Audé Extension 119 Club Vocal Mix) (8:15) - „All the Things She Said” (Dave Audé Extension 119 Club Dub) (8:18) - „All the Things She Said” (Dave Audé Extension 119 Club Edit) (5:19) - „All the Things She Said” (Dave Audé Dub) (7:39) - „All the Things She Said” (DJ Monk’s Mix) (6:07) - „All the Things She Said” (DJ Monk’s Dub) (6:03) - „All the Things She Said” (DJ Monk’s Breaks Mix) (6:06) - „All the Things She Said” (DJ Monk’s Breaks Mix Edit) (3:49) - „All the Things She Said” (DJ Monk’s After Skool Mix) (7:01) - „All the Things She Said” (DJ Monk’s Intellectual Vocal Mix) (9:41) - „All the Things She Said” (MARK!'s Buzzin Mix) (8:14) - „All the Things She Said” (MARK!'s Intellectual Vocal Mix) (9:44) - „All the Things She Said” (MARK!'s Intellectual Radio Edit) (4:36) - „All the Things She Said” (MARK!'s Intellectual Instrumental Dub) (10:20) - „All the Things She Said” (Running and Spinning Remix by Guéna LG & RLS) (6:13) - „All the Things She Said” (Running and Spinning Remix Edit by Guéna LG & RLS) (4:01) - „All the Things She Said” (Running and Spinning Electro Dub by Guéna LG & RLS) (10:03) - „All the Things She Said” (Extended Mix By Guéna LG & RLS) (5:36) - „All the Things She Said” (Blackpulke Remix) (4:15) - „All the Things She Said” (Blackpulke Clean Radio Mix) (3:32) |

## Twórcy
Na przykładzie wydania amerykańskiego z 10 września 2002 roku. Opracowano na podstawie materiału źródłowego.
- Robert Orton – inżynieria, miksowanie
- Iwan Szapowałow – produkcja wykonawcza
- Martin Kierszenbaum, Trevor Horn, Walerij Polienko, Jelena Kipier – słowa
- Sergio Galoyan – muzyka
- Trevor Horn – produkcja

## Sprzedaż
| Kraj            | Status  | Sprzedaż |
| --------------- | ------- | -------- |
| Australia       | platyna | 70 000   |
| Austria         | złoto   | 15 000   |
| Belgia          | platyna | 50 000   |
| Dania           | złoto   | 7500     |
| Francja         | złoto   | 200 000  |
| Japonia         |         | 50 000   |
| Niemcy          | złoto   | 150 000  |
| Nowa Zelandia   | złoto   | 7500     |
| Szwajcaria      | platyna | 40 000   |
| Wielka Brytania | srebro  | 336 000  |

## Listy przebojów
| Kraj              | Lista                          | Pozycja |
| ----------------- | ------------------------------ | ------- |
| Argentyna         | Top 20                         | 4       |
| Australia         | Top 100 Singles Chart          | 1       |
| Austria           | Ö3 Austria Top 40              | 1       |
| Belgia            | Ultratop 50 Singles (Flandria) | 2       |
| Belgia            | Ultratop 50 Singles (Walonia)  | 3       |
| Brazylia          | Brasil Hot 100 Airplay         | 7       |
| Chile             | Top 20                         | 2       |
| Dania             | Track Top-40                   | 1       |
| Europa            | European Hot 100               | 1       |
| Finlandia         | Suomen virallinen lista        | 3       |
| Francja           | SNEP                           | 2       |
| Holandia          | Single Top 100                 | 2       |
| Irlandia          | Irish Singles Chart            | 1       |
| Japonia           | Oricon Singles Chart           | 38      |
| Niemcy            | Top 100 Singles                | 1       |
| Nowa Zelandia     | Top 40 Singles Chart           | 1       |
| Norwegia          | VG-Lista                       | 2       |
| Portugalia        | Top 50 Singles                 | 1       |
| Szwecja           | Sverigetopplistan              | 2       |
| Szwajcaria        | Singles Top 75                 | 1       |
| Tajwan            | Taiwan Top 10                  | 1       |
| Włochy            | FIMI Singles Chart             | 1       |
| Wielka Brytania   | Official Singles Chart Top 100 | 1       |
| Stany Zjednoczone | Hot 100                        | 20      |

| Kraj              | Lista               | Pozycja |
| ----------------- | ------------------- | ------- |
| Stany Zjednoczone | Latin Pop Songs     | 34      |
| Stany Zjednoczone | Rhythmic Songs      | 26      |
| Stany Zjednoczone | Hot Dance Club Play | 5       |
| Stany Zjednoczone | Pop Songs           | 8       |